# Liste der Baudenkmale in Brake (Unterweser)
In der Liste der Baudenkmale in Brake (Unterweser) sind die Baudenkmale der niedersächsischen Gemeinde Brake (Unterweser) und ihrer Ortsteile aufgelistet. Der Stand der Liste ist der 13. Juli 2022.

## Allgemein
In den Spalten befinden sich folgende Informationen:
- Lage: die Adresse des Baudenkmales und die geographischen Koordinaten. Kartenansicht, um Koordinaten zu setzen. In der Kartenansicht sind Baudenkmale ohne Koordinaten mit einem roten Marker dargestellt und können in der Karte gesetzt werden. Baudenkmale ohne Bild sind mit einem blauen Marker gekennzeichnet, Baudenkmale mit Bild mit einem grünen Marker.
- Bezeichnung: Bezeichnung des Baudenkmales
- Beschreibung: die Beschreibung des Baudenkmales. Unter § 3 Abs. 2 NDSchG werden Einzeldenkmale und unter § 3 Abs. 3 NDSchG Gruppen baulicher Anlagen und deren Bestandteile ausgewiesen.
- ID: die Objekt-ID des Baudenkmales
- Bild: ein Bild des Baudenkmales, ggf. zusätzlich mit einem Link zu weiteren Fotos des Baudenkmals im Medienarchiv Wikimedia Commons. Wenn man auf das Kamerasymbol klickt, können Fotos zu Baudenkmalen aus dieser Liste hochgeladen werden:

## Brake (Unterweser)

### Bahnhofstraße
| Lage                                         | Bezeichnung          | Beschreibung | ID       | Bild           |
| -------------------------------------------- | -------------------- | --- | -------- | -------------- |
| Bahnhofstraße 3 53° 19′ 36″ N, 8° 28′ 49″ O  | Wohn-/ Geschäftshaus | Zweigeschossiger Backsteinbau von drei Achsen (die mittlere schmaler) unter Mansardwalmdach. Eingang mittig. Im EG seitlich Schaufenster, Öffnungen segmentbogig, im OG Fenster oben verrundet rechteckig. Über der Mittelachse Zwerchhaus mit Karniesgiebel, seitlich Gaupen. Putzgliederung: EG gequadert, geschossteilendes Gesims, mittig mit zwei Volutenkonsolen, im OG toskanische Pilaster auf Postamenten, hohes Traufgesims mit Volutenkonsolen und Rankenreliefs, Rahmungen der Öffnungen, im OG seitlich Brüstungsbalustraden und mittig Brüstungsrelief sowie Ädikkulen in neubarocken Formen. Bezeichnet 1900. | 36080834 |                |
| Bahnhofstraße 15 53° 19′ 40″ N, 8° 28′ 49″ O | Wohnhaus             | Zweigeschossiger Putzbau von vier Achsen über Sockelgeschoss unter Mansardpyramidendach. Links flacher Risalit, davor eingeschossiger polygonaler Standerker mit modernem Garageneinbau im Sockelgeschoss, unter Balkon. auf der rechten Seite zurückgesetzter Vorbau mit Eingang. Putzgliederung: geschossteilende Gesimse, Traufgesims, Fensterrahmungen in neubarocken Formen, Rahmung des Eingangs mit Pilastern. Erbaut wohl kurz nach 1900. | 36080861 |                |
| Bahnhofstraße 27 53° 19′ 42″ N, 8° 28′ 49″ O | Wohn-/ Geschäftshaus | Zweieinhalbgeschossiger traufständiger Backsteinbau mit Drempel unter Halbwalmdach. Rechts der Mitte zweieinhalbgeschossiger polygonaler Risalit, turmartig mit Mezzanin überhöht. Links daneben Eingang. Ganz links moderner polygonaler Ladenvorbau. Werksteingliederung: im EG Brüstungsgesims, an den Fenstern Sohlbänke auf Konsolen und einzelne Reliefsteine an den Laibungen und Bögen, an den Mezzaninfenstern des Risalits geschweifte Mittelpfosten, am Portal bekrönendes Relief, unter der Traufe Konsolfries. Erbaut wohl um 1900. | 36080889 |                |
| Bahnhofstraße 32 53° 19′ 44″ N, 8° 28′ 52″ O | Empfangsgebäude      | Dreigeschossiger Backsteinbau mit Erdgeschoss in Naturstein unter Halbwalmdach. Links zurückgesetzter Anbau unter Satteldach. Zur Straße mittig breiter und tiefer Vorbau unter erhöhtem Walmdach, davor wiederum mittig übergiebelter Risalit mit zentralem Eingang. Öffnungen überwiegend segmentbogig. Backsteingliederung durch Lisenen, Rautenmuster und Blendbögen mit verputzten Wandfeldern sowie unter der Traufe Bogenfries. Am zweiteiligen Portal Rahmung z. T. in Werkstein, darunter über Eck gestellte Lisenen mit Kapitellen, Fialen, fünfbahnige Unterteilung des Oberlichts, ornamentierte Kragsteine an der Bogenrahmung und als Bekrönung Wappen. Am Risalitgiebel gestelzter ansteigender Bogenfries in Backstein und z. T. in Naturstein Aufbauten am Giebelfuß sowie an der Spitze auf mehrfach gestufter Konsole diagonal gestellte Laterne mit Säulen. Im Dach Walmgaupen. Erbaut 1899–1900 als zweiter Braker Bahnhof an der 1873 eröffneten Bahnlinie, Architekt: Ludwig Klingenberg. | 36080916 | Weitere Bilder |
| Bahnhofstraße 35 53° 19′ 44″ N, 8° 28′ 49″ O | Wohn-/ Geschäftshaus | Zweigeschossiger giebelständiger Backsteinbau von vier Achsen unter Satteldach. Im EG mittig Eingang und seitlich moderne oder modern veränderte Schaufenster. Giebel ausgezogen. Putzgliederung: Quaderung des EG, geschossteilende Gesimse, am Giebelfuß mit Konsolfries, im OG Brüstungsgesims, Fensterrahmungen, im OG Brüstungsreliefs, dort und im Giebel Ädikulen, am Giebel Kugelaufsätze, an der Spitze außerdem Voluten und bekrönender Obelisk. Erbaut wohl in den 1890er Jahren. | 36080946 |                |
| Bahnhofstraße 41 53° 19′ 46″ N, 8° 28′ 49″ O | Wohnhaus             | Eckhaus zur Syassenstraße, zurückgesetzt auf Gartengrundstück. Giebelständiger eineinhalbgeschossiger Putzbau von drei Achsen über Sockelgeschoss mit Drempel unter Satteldach (Typus „Oldenburger Hundehütte“). Eingang auf der linken Seite. Öffnungen segmentbogig. Putzgliederung: geschossteilende Gesimse, Fensterrahmungen, im EG Brüstungsreliefs und Ädikulen. Erbaut um 1873. | 36080976 |                |
| Bahnhofstraße 41 53° 19′ 45″ N, 8° 28′ 49″ O | Vorgarten            | Vorgarten des Eckhauses zur Syassenstraße. | 36080520 |                |
| Bahnhofstraße 45 53° 19′ 46″ N, 8° 28′ 49″ O | Wohnhaus             | Giebelständiger eineinhalbgeschossiger Putzbau von drei Achsen über hohem Kellersockel mit Drempel unter Satteldach. Giebel ausgezogen. Eingang mittig mit modern erneuerter Freitreppe. Öffnungen segmentbogig. Putzgliederung: Fensterrahmungen, Brüstungsfelder, geschossteilende Gesimse, Aufsätze am Giebelfuß und der Giebelspitze auf Diensbündeln. Erbaut wohl in den 1870er Jahren. | 36081003 |                |
| Bahnhofstraße 53 53° 19′ 49″ N, 8° 28′ 47″ O | Wohn-/ Geschäftshaus | Eckhaus zur Dungenstraße. Zweigeschossiger Backsteinbau von sechs Achsen rechts zur Bahnhofstraße und fünf links zur Dungenstraße sowie abgeschrägter Ecke unter Mansarddach. An der Ecke Eingang, im EG ansonsten Schaufenster. Sechs Giebelgaupen. An der rechten Seite Vorbau (verändert). Putzgliederung: Quaderung des EG und im OG der Kanten an der Ecke, geschossteilendes Gesims, Brüstungsgesimse, Traufgesims mit Konsolfries, im OG Fensterrahmungen, Brüstungsfelder und Ädikulen (z. T. jeweils zwei Fenster zusammengefasst), an den Gaupen Gesimse, Voluten und bekrönende Vasen. Bezeichnet 1899. | 36081031 |                |
| Bahnhofstraße 55 53° 19′ 49″ N, 8° 28′ 46″ O | Garagenbau           | | 36085362 |                |
| Bahnhofstraße 79 53° 19′ 56″ N, 8° 28′ 41″ O | Schützenhof          | Ein- bis zweigeschossiger, symmetrisch gestalteter Fachwerkbau, bestehend aus einem eingeschossigen traufständigen Mittelteil unter Satteldach und seitlich zweigeschossigen giebelständigen Kopfbauten unter flachen, weit überstehenden Satteldächern. Fachwerk mit zahlreichen Streben und Ausfachungen in verputztem Backstein, die Giebel verbrettert. Erbaut 1872. | 36081059 | BW             |

### Breite Straße
| Lage                                         | Bezeichnung             | Beschreibung | ID       | Bild           |
| -------------------------------------------- | ----------------------- | --- | -------- | -------------- |
| Breite Straße 7 53° 19′ 35″ N, 8° 29′ 6″ O   | Wohn-/ Geschäftshaus    | Zweigeschossiger Backsteinbau von fünf Achsen mit niedrigem Drempel unter Satteldach. Eingang mittig. Auf der rechten Seite kleines Zwerchhaus mit Ladeluke und jüngerer Eingangsvorbau. Sparsame Backsteingliederung: Brüstungsbänder, geschossteilende Gesimse, Traufgesims, und Putzgliederung: im EG Rahmung der Öffnungen. Erbaut 1854. | 36081089 |                |
| Breite Straße 8 53° 19′ 36″ N, 8° 29′ 5″ O   | Wohn-/ Geschäftshaus    | Zweigeschossiger giebelständiger Putzbau unter Satteldach. Mittig Eingang. Im Giebel Ladeluke. Im EG seitlich moderne Schaufenstereinbauten. Sparsame Putzgliederung: Fensterrahmungen, Traufgesims. Erbaut 1801. | 36081118 |                |
| Breite Straße 9 53° 19′ 35″ N, 8° 29′ 4″ O   | Haus Borgstede & Becker | Giebelständiger zweigeschossiger Backsteinbau von fünf Achsen unter Satteldach. Mittig Eingang, darüber im Giebel Ladeluken. Fenster im EG und an der Seite segmentbogig. Werksteingliederung: Portalrahmung, Rahmung des Fensters darüber mit Brüstungsfeld und Ädikula, Traufgesims, Karnies am Giebelfuß, Giebelauszug. Auf der linken Seite Nebeneingang mit Inschrift. Rückwärtig schmalerer zweigeschossiger Anbau unter Satteldach, sieben Achsen tief, die mittlere mit Zwerchhaus. Backsteingliederung: Lisenen, Traufgesims, Ortgesims. Bezeichnet 1808, erbaut durch den Schiffsmakler Hinrich Oltmanns als Packhaus und Schiffsausrüstergeschäft. 1845 erworben durch die Kaufleute Johann Hinrich Borgstede und Julius Ludwig Becker, bis 1979 im Besitz der Familie Becker. Seit 1985 zweiter Standort des Schifffahrtsmuseums der oldenburgischen Unterweser. | 36081145 |                |
| Breite Straße 9 53° 19′ 34″ N, 8° 29′ 4″ O   | Gartenhaus              | Kleines Gartenhaus in Fachwerk mit verbohlten Ausfachungen unter Schopfwalmdach mit Niedersachsengiebeln. Erbaut wohl um 1900. | 36085511 |                |
| Breite Straße 10 53° 19′ 36″ N, 8° 29′ 5″ O  | Bürgermeisterhaus       | Zweigeschossiger Putzbau von drei Achsen unter Walmdach. Große segmentbogige Fenster. Eingang mittig. Putzgliederung: Quaderung des EG, Sockelgesims, geschossteilendes Gesims, hohes Traufgesims mit Konsolfries, Fensterrahmungen. Erbaut 1862 für den Kapitän Johann Friedrich Schumacher. 1881–1909 Wohnsitz des Braker Bürgermeisters, Kaufmanns und Reeders Friedrich August Schumacher. | 36081175 |                |
| Breite Straße 12 53° 19′ 36″ N, 8° 29′ 3″ O  | Hotel Victoria          | Eckhaus zur Lindenstraße. Zweigeschossiger Putzbau von sechs (rechts an der Breiten Straße) bzw. vier (links an der Lindenstraße) Achsen mit abgeschrägter Ecke unter Walmdach. Eingänge an der Ecke, darüber Balkon, und ganz rechts. Acht Giebelgaupen. Putzgliederung: geschossteilendes Gesims, Brüstungsgesims, Traufgesims mit Konsolfries, im Obergeschoss Fensterrahmungen und Brüstungsfelder, im EG Bänderung, im OG horizontale Fugen und im Wechsel Diamantquaderung, am Balkon Konsolen und Balustrade, an den Gaupen Pilaster und profilierte Giebelrahmung. Erbaut 1897 als Hotel, heute Wohn-/Geschäftshaus. | 36081204 |                |
| Breite Straße 14 53° 19′ 36″ N, 8° 29′ 2″ O  | Wohn-/ Geschäftshaus    | Eckhaus zur Lindenstraße. Zweigeschossiger Backstein- und Putzbau mit vier Achsen zu jeder Straße und abgeschrägter Ecke unter Mansarddach. Zur Breiten Straße zwei Ladeneinbauten mit Eingängen. Fünf Giebelgaupen. EG und Ecke verputzt und Putzgliederung: geschossteilendes Gesims, Brüstungsgesims, Traufgesims mit Konsolfries, Gesimse an den Gaupen, Quaderung des EG und der Kanten (im Wechsel rustiziert), Fensterrahmungen, im OG Brüstungsreliefs und Ädikulen. Erbaut 1894. | 36081233 |                |
| Breite Straße 21 53° 19′ 35″ N, 8° 28′ 59″ O | Wohn-/ Geschäftshaus    | Zweigeschossiger Putzbau von fünf Achsen unter Walmdach. Eingang mittig. Putzgliederung: Quaderung des Erdgeschosses, geschossteilendes Gesims, horizontale Bänder im OG, Traufgesims, Rahmungen der Öffnungen, im OG Brüstungsfelder. Im Kern von 1798, 1898–1900 grundlegend umgebaut. | 36081259 |                |
| Breite Straße 28 53° 19′ 36″ N, 8° 28′ 57″ O | Wohn-/ Geschäftshaus    | Giebelständiger zweigeschossiger Backsteinbau von drei (EG) bzw. vier (OG) Achsen unter Satteldach. Eingang mittig, seitlich Schaufenster. Giebel ausgezogen. Öffnungen in beiden Geschossen segmentbogig, im Giebel rechteckig. Putzgliederung: Rustizierung des EG, Fensterrahmungen im OG und Giebel, im OG Brüstungsreliefs, im Giebel mittig Ädikulen, geschossteilendes Gesims, im OG Brüstungsgesims und abschließendes Kranzgesims mit Konsolfries. Erbaut 1898. | 36081286 |                |
| Breite Straße 29 53° 19′ 35″ N, 8° 28′ 56″ O | Wohn-/ Geschäftshaus    | Zweigeschossiger Putzbau von vier Achsen unter Walmdach. Mittig zweiachsiger dreigeschossiger Risalit unter Satteldach. Im EG modern veränderter Ladeneinbau. Putzgliederung: breite Lisenen, Brüstiungsfelder, Felder zwischen den Fenstern, Traufgesims. Erbaut wohl um 1912. | 36081312 |                |
| Breite Straße 30 53° 19′ 36″ N, 8° 28′ 56″ O | Wohn-/ Geschäftshaus    | Giebelständiger zweigeschossiger Putzbau von vier Achsen unter Satteldach. EG mit modern verändertem Ladeneinbau. Öffnungen im OG segmentbogig. Giebel mit getrepptem Auszug. Putzgliederung: geschossteilendes Gesims, im OG Quaderung, Brüstungsgesims und Kranzgesims mit Konsolfries, Fensterrahmungen, im OG Brüstungreliefs, am Giebelfuß Vasen. Erbaut 1899. | 36081337 |                |
| Breite Straße 31 53° 19′ 35″ N, 8° 28′ 55″ O | Wohn-/ Geschäftshaus    | Zweigeschossiger Putzbau von vier Achsen unter Walmdach. Eingang links, rechts moderner oder modern veränderter Ladeneinbau. Putzgliederung: am EG korinthische Pilaster (rekonstruiert) und Sturzgesims, geschossteilendes Gesims, im OG Brüstungsgesims, Fensterrahmungen und Brüstungsfelder, Traufgesims mit Konsolfries. Erbaut 1802, umgebaut nach Brand 1885. | 36081363 |                |
| Breite Straße 32 53° 19′ 36″ N, 8° 28′ 55″ O | Wohn-/ Geschäftshaus    | Traufständiger zweigeschossiger Putzbau von fünf Achsen unter Satteldach. EG mit modern verändertem Ladeneinbau. Drei Giebelgaupen. Putzgliederung: gechossteilendes Gesims, im OGs Brüstungsgesims, Traufgesims mit Konsolfries, im OG Fensterrahmungen, Ädikulen und Brüstungsreliefs, an den Gaupen Voluten und bekrönende Muscheln. Erbaut 1896. | 36081389 |                |
| Breite Straße 33 53° 19′ 35″ N, 8° 28′ 55″ O | Wohn-/ Geschäftshaus    | Zweigeschossiger Putzbau von vier Achsen unter Walmdach. Im EG moderner oder modern veränderter Ladeneinbau. Putzgliederung: geschossteilendes Gesims, Traufgesims mit Konsolfries, im OG Brüstungsgesims, Fensterrahmungen, Ädikulen und Brüstungsreliefs. Erbaut 1895. | 36081415 |                |
| Breite Straße 49 53° 19′ 35″ N, 8° 28′ 47″ O | Wohn-/ Geschäftshaus    | Giebelständiger zweigeschossiger Putzbau von drei Achsen unter Satteldach. EG rekonstruiert. Öffnungen segmentbogig. Putzgliederung: zwischen EG und OG geschossteilendes Gesims, im OG Brüstungsgesims, Fensterrahmungen, im OG Brüstungsfelder. Bauzeitliche Fenster mit Holz-/Gusseisen-Sprossen. Rückwärtiges Hinterhaus zweigeschossig unter Satteldach. Erbaut wohl in den 1880er Jahren. | 36081443 |                |
| Breite Straße 51 53° 19′ 35″ N, 8° 28′ 46″ O | Wohn-/ Geschäftshaus    | Zweigeschossiger Putzbau von fünf Achsen unter Mansardwalmdach. Eingang mittig, an den Seiten je zwei Schaufenster. Öffnungen im OG segmentbogig. Drei Giebelgaupen. Im EG zwischen den Fenstern gusseiserne Stützen. Putzgliederung: Kantenquaderung (im Wechsel rustiziert), Quaderung des OG, im OG Fensterrahmungen und Brüstungsfelder, mittig Ädikula, an der mittleren Gaupe Voluten. Erbaut wohl in den 1890er Jahren. | 36081504 | BW             |
| Breite Straße 55 53° 19′ 33″ N, 8° 28′ 45″ O | St. Marien              | Auf dem Grundriss einer langgestreckten Ellipse errichtete Saalkirche aus Backstein unter überstehendem, dem Grundriss angepassten Satteldach. An der Nordspitze eingezogener Turm auf dem Grundriss eines gestelzten Halbkreises unter Pultdach. Rundbogenfenster, auch am Turm. Eingang auf der Westseite des Turms. Auf dem Turmdach großer Erker. In der Südwestecke nach Westen geschwungener Flügel für Gemeinderäume, unter Pultdach. Innen offenes Dach. Erbaut 1962–1963 an der Stelle eines kleineren Vorgängerbaus von 1879, Architekt: Ludger Sunder-Plassmann. Der Anker 1965 aufgesetzt. | 36081504 | Weitere Bilder |
| Breite Straße 83 53° 19′ 34″ N, 8° 28′ 35″ O | Wohnhaus                | Eingeschossiger Putzbau von drei Achsen unter Satteldach. Eingang links. Putzgliederung: horizontales Band und Rahmung der Öffnungen in geometrisch dynamischen Jugendstilformen. Erbaut wohl kurz vor 1910, Architekt: W. Auffahrt, der Giebel in den späten 1960er Jahren stark vereinfacht. | 36081532 | BW             |

### Georgstraße
| Lage                                       | Bezeichnung    | Beschreibung | ID       | Bild |
| ------------------------------------------ | -------------- | --- | -------- | ---- |
| Georgstraße 1 53° 19′ 31″ N, 8° 29′ 7″ O   | Wohnhaus       | Eckhaus zur Kaje. Traufständiger eineinhalbgeschossiger Putzbau von drei Achsen über Sockelgeschoss mit Drempel unter Satteldach. Mittig Eingang, darüber hohes Fenster. Zur Kaje zurückgesetzter Anbau in gleicher Höhe in der Art eines tiefen Risalits, im Winkel dazu eingeschossiger Vorbau unter Balkon mit Eisengitter. Putzgliederung: Quaderung des EG, Fensterrahmungen, geschossteilende Gesimse, Brüstungsgesimse, an den Giebeln Lisenen, im Drempel unter den Traufen Blendarkatur mit Halbsäulen auf Postamenten, am Vorbau kannelierte Pilaster. Erbaut 1881. | 36081839 |      |
| Georgstraße 4 53° 19′ 31″ N, 8° 29′ 2″ O   | Amtsgericht    | Zweigeschossiger Backsteinbau von neun Achsen über Sockelgeschoss unter Walmdach. Mittig Risalit von drei Achsen mit polygonal vortretenden seitlichen Achsen, mittig Eingang mit Freitreppe; ehemals von Giebel mit Seitentürmchen überhöht. Putzgliederung: Quaderung des Sockels, geschossteilende Gesimse, horizontale Bänderung, Traufgesims (am Risalit mit Konsolfries, ansonsten in der Art eines Drempels mit rechteckigen Feldern), im OG Fensterrahmungen. Auf dem Dachfirst eiserne Bekrönung. Erbaut 1895 als Amtsgericht, später Kreishaus, heute Oldenburgisch-Ostfriesischer Wasserverband. | 36081867 |      |
| Georgstraße 5 53° 19′ 31″ N, 8° 29′ 0″ O   | Villa Ohlrogge | Eckhaus zur Claussenstraße. Zweigeschossiger Putzbau von vier Achsen unter Walmdach. Links tiefer zweiachsiger Risalit (Fenster im OG zusammengefasst) unter Schopfwalmdach, rechts daneben achteckiger dreigeschossiger Turm unter Pyramidendach, darin Eingang mit Loggia auf toskanischer Ecksäule mit Postament. Rechts zur Claussenstraße mittig polygonaler zweigeschossiger Standerker unter Walmdach. Auf der linken Seite zurückgesetzter eingeschossiger Vorbau unter Wintergarten. Putzgliederung: geschossteilende Gesimse, Brüstungsgesimse, Traufgesims mit Konsolfries, im EG horizontale Fugen, Fensterrahmungen, im OG Brüstungsfelder. Zu beiden Straßen Vorgarten und Einfriedung aus Eisengittern auf Backsteinmauer mit Backsteinpfosten und eisernem Tor (zur Claussenstraße rekonstruiert). Bezeichnet 1898, erbaut als erste Villa des Reeders Franz Ohlrogge. Heute Büronutzung. | 36081907 |      |
| Georgstraße 7 53° 19′ 31″ N, 8° 28′ 57″ O  | Schule         | Zweigeschossiger Backsteinbau unter Satteldach. Nach Norden zur Georgstraße giebelständig, die westliche Traufseite mit elf Achsen, rhythmisiert in einer Abfolge von 2-3-einachsiger Mittelrisalit-3-2. Mittig Eingang mit Freitreppe. Öffnungen segmentbogig. Backsteingliederung: an der West- und im oberen Teil der Nord- und Ostseite Lisenen mit Kantenstäben (an der Westseite eher breit und unten z. T. entfernt), an der Westseite unter der Traufe Segmentbogenfries auf Konsolen und an der Nordseite Segmentbögen als Abschluss von Blendarkaden, auf Sohlbankhöhe des OG Zickzackfries. Die Rückseite nach Osten ungegliedert, nur Fensteröffnungen. Erbaut 1863 als Höhere Bürgerschule, heute Grundschule. | 36081937 |      |
| Georgstraße 10 53° 19′ 31″ N, 8° 28′ 54″ O | Wohnhaus       | Giebelständiger eineinhalbgeschossiger Putzbau von drei Achsen (im Giebel zwei) mit Drempel unter Satteldach (Typus „Oldenburger Hundehütte“). Eingang links. Öffnungen segmentbogig, die kleinen im Giebel rundbogig. Putzgliederung: geschossteilendes Gesims, Traufgesims, Fensterrahmungen, Brüstungsfelder. Erbaut wohl um 1905. | 36081965 |      |

### Haasenstraße
| Lage                                        | Bezeichnung       | Beschreibung | ID       | Bild |
| ------------------------------------------- | ----------------- | --- | -------- | ---- |
| Haasenstraße 3 53° 19′ 26″ N, 8° 29′ 6″ O   | Wohnhaus          | Traufständiger eineinhalbgeschossiger Putzbau unter Satteldach. Eingang ungefähr mittig, links zwei und rechts drei Fenster; ehemals wohl Doppelhaus mit zwei mittigen Eingängen und auf jeder Seite zwei Fenstern. Moderne Schleppgaupe. Putzgliederung: geschossteilendes Gesims, Traufgesims. Erbaut 1851–1853 als Teil einer Siedlung für Schiffszimmerer und Schiffsbesatzungen.                    | 36082052 | BW   |
| Haasenstraße 5 53° 19′ 26″ N, 8° 29′ 5″ O   | Wohnhaus          | Traufständiger eineinhalbgeschossiger Putzbau unter Satteldach. Doppelhaus: Mittig zwei Eingänge, seitlich je zwei Fenster. Putzgliederung: geschossteilendes Gesims, Traufgesims. Erbaut 1851–1853 als Teil einer Siedlung für Schiffszimmerer und Schiffsbesatzungen. | 36082086 | BW   |
| Haasenstraße 7 53° 19′ 26″ N, 8° 29′ 4″ O   | Wohnhaus          | Traufständiger eineinhalbgeschossiger Putzbau unter Satteldach. Mittig etwas jüngeres Zwerchhaus unter Satteldach. Doppelhaus: Mittig zwei Eingänge, seitlich je zwei Fenster. Putzgliederung: geschossteilendes Gesims, Traufgesims, Fensterrahmungen. Erbaut 1851–1853 als Teil einer Siedlung für Schiffszimmerer und Schiffsbesatzungen, wohl um 1870/1880 umgebaut.                                 | 36082112 | BW   |
| Haasenstraße 9 53° 19′ 26″ N, 8° 29′ 4″ O   | Wohnhaus          | Traufständiger eineinhalbgeschossiger Putzbau unter Satteldach. Eingang etwas links der Mitte, links breiteres Fenster (wohl früheres Ladenlokal), rechts zwei schmalere. Putzgliederung: geschossteilendes Gesims, Traufgesims, Rahmung der Öffnungen. Erbaut 1851–1853 als Teil einer Siedlung für Schiffszimmerer und Schiffsbesatzungen.                                                             | 36082139 | BW   |
| Haasenstraße 21 53° 19′ 26″ N, 8° 29′ 0″ O  | Wohnhaus          | Traufständiger eineinhalbgeschossiger Putzbau von fünf Achsen mit Drempel unter Satteldach. Eingang mittig. Öffnungen segmentbogig. Putzgliederung: Quaderung, Felderung des Drempels, geschossteilendes Gesims, Traufgesims. Erbaut 1859. | 36082164 | BW   |
| Haasenstraße 22 53° 19′ 26″ N, 8° 28′ 59″ O | Wohnhaus          | Giebelständiger eineinhalbgeschossiger Putzbau von fünf Achsen (im Giebel vier) mit Drempel unter Satteldach (Typus „Oldenburger Hundehütte“). Eingang mittig. Öffnungen segmentbogig. Giebel ausgezogen. Putzgliederung: Rahmungen der Öffnungen, Brüstungsfelder, Traufgesims, an der Giebelspitze und am Giebelfuß Aufbauten auf Konsolen. Baugleich mit Haasenstraße 24. Erbaut 1893.                | 36082191 | BW   |
| Haasenstraße 23 53° 19′ 25″ N, 8° 28′ 59″ O | Methodistenkirche | Giebelständige verputzte Saalkirche unter Satteldach. Spitzbogenfenster, an der Straße mittig Spitzbogenportal in dreiachsiger Fassade. Außengliederung mit Lisenen. Rückwärtig in gleicher Breite niedrigerer Wohntrakt unter Satteldach. Erbaut 1889–1891. | 36082216 | BW   |
| Haasenstraße 24 53° 19′ 25″ N, 8° 28′ 58″ O | Wohnhaus          | Giebelständiger eineinhalbgeschossiger Putzbau von fünf Achsen (im Giebel vier) mit Drempel unter Satteldach (Typus „Oldenburger Hundehütte“). Eingang mittig. Öffnungen segmentbogig. Giebel ausgezogen. Putzgliederung: Rahmungen der Öffnungen, Brüstungsfelder, Traufgesims, an der Giebelspitze und am Giebelfuß Aufbauten auf Konsolen. Baugleich mit Haasenstraße 22. Erbaut wohl 1893.           | 36082246 | BW   |
| Haasenstraße 25 53° 19′ 25″ N, 8° 28′ 57″ O | Wohnhaus          | Giebelständiger eineinhalbgeschossiger Putzbau von vier Achsen mit Drempel unter Satteldach (Typus „Oldenburger Hundehütte“). Eingang auf der linken Seite. Fenster segmentbogig. Giebel ausgezogen. Putzgliederung: Rahmungen der Öffnungen, Brüstungsfelder, Traufgesims, an der Giebelspitze und am Giebelfuß Aufbauten auf Konsolen. Kleinere Variante von Haasenstraße 22 und 24. Erbaut wohl 1893. | 36082272 | BW   |
| Haasenstraße 26 53° 19′ 25″ N, 8° 28′ 56″ O | Wohnhaus          | Zweigeschossiger giebelständiger Putzbau von vier Achsen unter Satteldach. Auf der linken Seite zurückgesetzter Vorbau mit Eingang. Öffnungen segmentbogig. Putzgliederung: geschossteilendes Gesims, Fensterrahmungen, im Obergeschoss Ädikkulen. Links eiserne Einfriedung, zur Straße mit verputzten Pfosten. Erbaut wohl in den 1890er Jahren.                                                       | 36082297 | BW   |

### Hafenstraße
| Lage                                      | Bezeichnung                | Beschreibung | ID       | Bild |
| ----------------------------------------- | -------------------------- | --- | -------- | ---- |
| Hafenstraße 5 53° 19′ 41″ N, 8° 28′ 59″ O | Wohn-/ Geschäftshaus       | Giebelständiger zweigeschossiger Backsteinbau von drei Achsen unter Satteldach. Eingang rechts. Giebel mittig ausgezogen. Rechts zweigeschossiger verputzter Ladenanbau aus einer breiten Achse unter Satteldach. Öffnungen segmentbogig. Putzgliederung: Quaderung des EG, geschossteilende Gesimse, Brüstungsgesimse, Fensterrahmungen, Brüstungsfelder, auf dem Giebel Vasen und Kreuzblume. Erbaut 1897, Anbau wohl wenig jünger. | 36082323 |      |
| Hafenstraße 6 53° 19′ 40″ N, 8° 28′ 58″ O | Speichergebäude            | Zweigeschossiger giebelständiger Backsteinbau von drei Achsen unter Satteldach. Mittig drei große Ladeluken übereinander, darüber Lastenaufzugbaum. EG auf ganzer Breite mit modernem Garageneinbau. Öffnungen segmentbogig. Backsteingliederung: Kantenlisenen, am Giebel Treppenfries auf stilisierten Konsolen. Erbaut wohl um 1880.                                                                                               | 36082348 |      |
| Hafenstraße 7 53° 19′ 40″ N, 8° 28′ 58″ O | Speichergebäude            | Giebelständiger zweieinhalbgeschossiger Backsteinbau von fünf Achsen mit Drempel unter flachem Satteldach. Mittig Eingang, darüber zwei große Ladeluken und Lastenaufzugbaum. Rechte Seite modern verändert. Öffnungen segmentbogig. Backsteingliederung: Kantenlisenen, im Giebel Treppenfries. Bezeichnet „A. Tobias Walfang“. Erbaut 1890 für die Walfängerei Tobias.                                                              | 36082374 |      |
| Hafenstraße 9 53° 19′ 40″ N, 8° 28′ 55″ O | Shipchandlery Public House | Kleiner giebelständiger eineinhalbgeschossiger Backsteinbau von zwei Achsen mit Drempel unter Satteldach. Eingang auf der linken Seite zum Hof, darüber kleines Zwerchhaus. Backsteingliederung: Lisenen, stilisierter Konsolfries. Bezeichnet als „Shipchandlery Public House“. Erbaut um 1870 als Schiffsausstattergeschäft und Logierhaus für Auswanderer.                                                                         | 36082402 |      |

### Lange Straße
| Lage                                        | Bezeichnung                        | Beschreibung | ID       | Bild |
| ------------------------------------------- | ---------------------------------- | --- | -------- | ---- |
| Lange Straße 68 53° 19′ 18″ N, 8° 29′ 6″ O  | Wohnhaus                           | | 36082945 | BW   |
| Lange Straße 116 53° 19′ 3″ N, 8° 29′ 6″ O  | Wohnhaus                           | | 36082972 | BW   |
| Lange Straße 134 53° 18′ 58″ N, 8° 29′ 6″ O | Werkssiedlung Ziegelei Kloppenburg | Eingeschossiger giebelständiger wohl Fachwerkbau unter Schopfwalmdach in Reetdeckung mit Niedersachsengiebeln. Fensteröffnungen verändert und Wände modern verkleidet. Erbaut wohl in der 2. Hälfte des 19. Jhs. als Arbeiterhaus einer Werkssiedlung. | 36085006 | BW   |
| Lange Straße 140 53° 18′ 58″ N, 8° 29′ 2″ O | Werkssiedlung Ziegelei Kloppenburg | Rückwärtig an einem Stichweg gelegener eingeschossiger Putzbau unter Schopfwalmdach in Reetdeckung mit Niedersachsengiebeln. Fensteröffnungen verändert. Erbaut wohl in der 2. Hälfte des 19. Jhs. als Arbeiterhaus einer Werkssiedlung. | 36086106 | BW   |
| Lange Straße 144 53° 18′ 58″ N, 8° 29′ 6″ O | Werkssiedlung Ziegelei Kloppenburg | Giebelständiger Fachwerkbau mit Backsteinausfachungen unter Schopfwalmdach in Reetdeckung mit Niedersachsengiebeln. Ehemals mit Mitteleingang, durch Fenster ersetzt, dafür moderner Eingang auf der linken Seite mit Vorbau. Erbaut in der 2. Hälfte des 19. Jhs. | 36082999 | BW   |
| Lange Straße 154 53° 18′ 55″ N, 8° 29′ 5″ O | Wohnhaus                           | Auf großem Gartengrundstück stehender, zurückgesetzter zweigeschossiger Putzbau von fünf Achsen unter Walmdach. Eingang mittig. Öffnungen segmentbogig, in der Mittelachse rundbogig. Auf ganzer Breite vorgelagerte Terrasse, z. T. mit Wintergartenaufbau, mit mittiger Freitreppe. Putzgliederung: Rahmung der Öffnungen, geschossteilendes Gesims, Traufgesims mit Bogenfries. Erbaut wohl um 1880. | 36083034 | BW   |
| Lange Straße 154 53° 18′ 55″ N, 8° 29′ 6″ O | Garten                             | Großes Gartengrundstück um das Wohnhaus mit z. T. altem markanten Baumbestand. | 36085316 | BW   |
| Lange Straße 174 53° 18′ 51″ N, 8° 29′ 7″ O | Wohnhaus                           | Giebelständiger eineinhalbgeschossiger Backsteinbau mit Giebel in Fachwerk unter Schopfwalmdach in Reetdeckung mit Niedersachsengiebeln. Mittelflur. Erbaut wohl um 1800, wohl um 1880 umgebaut. | 36083061 | BW   |
| Lange Straße 216 53° 18′ 39″ N, 8° 29′ 8″ O | Wohnhaus                           | Giebelständiger eineinhalbgeschossiger Putzbau von vier Achsen mit Drempel unter Satteldach (Typus „Oldenburger Hundehütte“). Eingang auf der rechten Seite. Putzgliederung: Kantenlisenen (im EG mit rustizierter Quaderung), geschossteilendes Gesims, Fensterrahmungen, im Giebel mittig Brüstungsfelder. Erbaut wohl kurz nach 1900.                                                                | 36083088 | BW   |
| Lange Straße 218 53° 18′ 39″ N, 8° 29′ 7″ O | Wohnhaus                           | Giebelständiger eineinhalbgeschossiger Putzbau von fünf Achsen (im Giebel vier) mit Drempel unter Satteldach (Typus „Oldenburger Hundehütte“). Eingang mittig. Putzgliederung: Kantenlisenen (im EG mit rustizierter Quaderung), geschossteilendes Gesims, Fensterrahmungen, im Giebel mittig Brüstungsfelder und Ädikulen. Erbaut wohl kurz nach 1900.                                                 | 36083113 | BW   |

### Mitteldeichstraße
| Lage                                             | Bezeichnung                        | Beschreibung | ID       | Bild |
| ------------------------------------------------ | ---------------------------------- | --- | -------- | ---- |
| Mitteldeichstraße 5 53° 19′ 39″ N, 8° 28′ 54″ O  | Wohnhaus                           | Giebelständiger eineinhalbgeschossiger Putzbau von vier Achsen auf Kellersockel mit Drempel unter Satteldach (Typus „Oldenburger Hundehütte“). Eingang auf der rechten Seite. Putzgliederung: Quaderung des Sockels, geschossteilende Gesimse, Fensterrahmungen, Ädikulen, im Giebel mittig Brüstungsreliefs. Erbaut wohl um 1880. | 36083438 |      |
| Mitteldeichstraße 7 53° 19′ 39″ N, 8° 28′ 55″ O  | Wohnhaus                           | Zweigeschossiger Putzbau von drei Achsen unter Walmdach. Eingang rechts. Putzgliederung: im EG horizontale Fugen, geschossteilendes Gesims, im OG Brüstungsgesims, Trauifgesims, Rahmungen der Öffnungen, im OG Brüstungsreliefs und Ädikulen. Erbaut 1859. | 36083465 |      |
| Mitteldeichstraße 8 53° 19′ 38″ N, 8° 28′ 55″ O  | Wohnhaus "Villa Plassmann"         | Zweigeschossiger Putzbau von drei Achsen unter Walmdach. Eingang rechts. Putzgliederung: im EG horizontale Fugen, geschossteilendes Gesims, im OG Brüstungsgesims, Trauifgesims, Rahmungen der Öffnungen, im OG Brüstungsreliefs und Ädikulen. Erbaut 1859. | 36083493 |      |
| Mitteldeichstraße 11 53° 19′ 39″ N, 8° 28′ 56″ O | Wohn-/ Geschäftshaus               | Von der Straße zurückgesetzter, giebelständiger eineinhalbgeschossiger Putzbau von vier Achsen über Sockelgeschoss mit Drempel unter Satteldach. Staffelgiebel, die beiden mittleren Achsen höher und mittig ausgezogen. Eingang auf der rechten Seite, davor Freitreppe. Rückseite zum Hafen analog gestaltet. Putzgliederung: Quaderung des Sockels, gequaderte Lisenen, über dem Sockel geschossteilendes Gesims, im Giebelgeschoss Brüstungsgesims, Abschlussgesims, Fensterrahmungen, Brüstungsfelder und Ädikulen. Zur Straße eiserne Einfriedung. Erbaut 1878 als Wohn- und Kontorhaus. | 36083520 |      |
| Mitteldeichstraße 12 53° 19′ 39″ N, 8° 28′ 58″ O | Wohnhaus                           | Giebelständiger zweieinhalbgeschossiger Putzbau von vier Achsen unter Satteldach. Auf der rechten Seite zurückgesetzter Vorbau mit Eingang. Öffnungen im EG segmentbogig. Putzgliederung: geschossteilendes Gesims, Brüstungsgesims, Fensterrahmungen, im Obergeschoss Brüstungsfelder und Ädikulen. Erbaut 1877. | 36083554 |      |
| Mitteldeichstraße 13 53° 19′ 39″ N, 8° 28′ 57″ O | Wohnhaus                           | Giebelständiger zweigeschossiger Putzbau von fünf Achsen auf Kellersockel unter Satteldach. Auf der rechten Seite zurückgesetzter Eingangsvorbau mit Freitreppe und Wintergarten im OG. Ein zweiter Eingang mittig. Geschweifter Giebel. Rückseite analog gestaltet. Putzgliederung: horizontale Fugen, rustizierte Kantenquaderung, Brüstungsgesims, Traufgesims und Gesims am Giebelfuß mit Konsolfries, Rahmungen der Öffnungen, Brüstungsreliefs und Ädikulen, am Giebel Lisenen und Voluten, am Wintergarten Balustrade. Links Eisentor mit verputzten Pfosten. Bezeichnet 1899. | 36083580 |      |
| Mitteldeichstraße 14 53° 19′ 39″ N, 8° 28′ 58″ O | Wohnhaus                           | Giebelständiger eineinhalbgeschossiger Putzbau von fünf Achsen mit Drempel unter Satteldach. Eingang mittig. Fünfteiliger Treppengiebel. Putzgliederung: Quaderung des Erdgeschosses, geschossteilendes Gesims, Abschlussgesims, Fensterrahmungen, Brüstungsfelder, im Giebel Ädikulen und stilisierte Pilaster. Erbaut 1891. | 36083609 |      |
| Mitteldeichstraße 16 53° 19′ 39″ N, 8° 28′ 59″ O | Wohnhaus                           | Eingeschossiger giebelständiger Putzbau von fünf Achsen unter Satteldach. Eingang mittig. Öffnungen im Erdgeschoss rekonstruiert. Dreiecksgiebel. Sparsame Putzgliederung: Kantenquaderung, geschossteilendes Band. Erbaut wohl in der 2. Hälfte des 19. Jhs. | 36083635 |      |
| Mitteldeichstraße 22 53° 19′ 39″ N, 8° 29′ 1″ O  | Wohnhaus                           | Giebelständiger eineinhalbgeschossiger Putzbau von drei Achsen mit Drempel unter Satteldach (Typus „Oldenburger Hundehütte“). Giebel an der Spitze ausgezogen mit fialartigen Bekrönungen, weitere auf den Kanten. Eingang auf der rechten Seite. Fenster segmentbogig. Putzgliederung: geschossteilendes Gesims, Fensterrahmungen, Brüstungsfelder, Blendbogen an der Giebelspitze. Erbaut wohl um 1880. | 36083661 |      |
| Mitteldeichstraße 31 53° 19′ 40″ N, 8° 29′ 4″ O  | Central-Hotel (mit Centraltheater) | Zweigeschossiger Putzbau von neun Achsen unter Mansardwalmdach. Zwei Eingänge in den jeweils dritten Achsen von außen. Mittig im OG Erker, mit zweitem Geschoss als Turm ins Dach geführt, unter Knickpyramide. Fenster im OG segmentbogig. Putzgliederung: geschossteilendes Gesims, im EG horizontale Fugen, Fensterrahmungen. Rückwärtig Kinoanbau unter Satteldach mit Saal aus der Bauzeit und verschiedenen teils jüngeren Anbauten. Erbaut wohl um 1890, Kinoanbau 1912. | 36083717 |      |
| Mitteldeichstraße 33 53° 19′ 40″ N, 8° 29′ 6″ O  | Wohnhaus                           | Eckhaus zum Schleusendeich. Giebelständiger zweigeschossiger Putzbau von fünf Achsen unter Satteldach. Eingang auf der rechten Seite. Im Giebel Serliana. Putzgliederung: geschossteilendes Gesims, Fensterrahmungen, im OG Brüstungsfelder. Erbaut 1866. | 36083746 |      |
| Mitteldeichstraße 34 53° 19′ 39″ N, 8° 29′ 5″ O  | Wohn-/ Wirtschaftsgebäude          | Zweiständerhallenhaus in Fachwerk mit Backsteinausfachungen unter Schopfwalmdach. Giebel auf profilierten Knaggen vorkragend. Traufseiten in Backstein ersetzt. Bezeichnet 1731, erbaut durch die Eheleute Addicks, heute nicht ganz richtig als „Fischerhaus“ bezeichnet. | 36083773 |      |
| Mitteldeichstraße 38 53° 19′ 39″ N, 8° 29′ 7″ O  | Wohnhaus                           | An der Ecke zum Schleusendeich. Freistehender ein- bis zweigeschossiger Putzbau mit bewegter Dachlandschaft. Links tiefer zweigeschossiger Risalit unter Satteldach, daran eingeschossiger polygonaler Standerker, im Obergeschoss breites korbbogiges Fenster. Rechts davon eingeschossiger Teil unter Walmdach, davor Standerker auf segmentbogenförmigem Grundriss, an der Ecke rechts achteckiger Turmaufsatz unter Zeltdach. Ganz rechts zurückgesetzter Eingangsvorbau. An der linken Seite zweigeschossiger Risalit unter Satteldach, im Winkel davor vorspringender hölzerner Wintergarten mit hölzernem Aufbau. Putzgliederung: unterschiedliche Fensterrahmungen, am Türmchen unter der Traufe Reliefffries mit Teichlandschaft. Erbaut 1906 als Villa des Hafenmeisters Gollin. | 36083801 |      |
| Mitteldeichstraße 39 53° 19′ 40″ N, 8° 29′ 8″ O  | Wohnhaus                           | Zweigeschossiger Putzbau von vier Achsen unter Walmdach. Links schmale Achse, dann flacher zweiachsiger Risalit unter Schweifgiebel. Rechts zweigeschossiger polygonaler Standerker unter Schweifhaube mit Laterne. Im Risalit links Rundbogenportal mit Freitreppe. Putzgliederiung: am Portal toskanische Halbsäulen und Gebälk unter gesprengtem Volutengiebel mit Wappenschild, Kantenlisenen, an den Außenkanten mit bekrönenden Festons, Fensterrahmungen, Traufgesims, Lisenen und Voluten am Giebel, an der rechten Seite Relief mit Germania. Erbaut 1907 als zweite Villa des Holzhändlers Wilhelm Plaßmann, Architekten: Hans & Heinrich Lassen. | 36083829 |      |
| Mitteldeichstraße 45 53° 19′ 38″ N, 8° 29′ 8″ O  | Wohnhaus                           | Giebelständiger zweigeschossiger Putzbau von drei Achsen unter Satteldach. Eingang mittig. Öffnungen im EG rundgbogig, im OG und Giebel segmentbogig. Putzgliederung: geschossteilendes Gesims, Quaderung des Sockels, Fensterrahmungen, im OG Brüstungsfelder und Rahmungen der Bögen. Erbaut 1867. | 36083858 |      |
| Mitteldeichstraße 47 53° 19′ 38″ N, 8° 29′ 9″ O  | Wohnhaus                           | Direkt an der Weser gelegen, zu dieser hinter dem Haus ein Garten. Zweigeschossiger Putzbau von vier Achsen unter Mansardwalmdach. Linke Achse fast ohne Fenster, mittig zweiachsiger Risalit, darüber Zwerchhaus unter Walmdach. Mehrere Gaupen. Im Risalit links Eingang, ein weiterer auf der linken Seite, beide mit Freitreppe. Sparsame Putzgliederung: Rahmung des Eingangs mit stilisierten Pilastern und Gebälk, ansonsten nur Sohlbänke und leichte Profilierung unter der überstehenden Traufe. Fenster unterschiedlicher Größe. Erbaut 1913 als zweite Villa des Reeders Franz Ohlrogge. | 36083882 |      |

### Schulstraße
| Lage                                       | Bezeichnung          | Beschreibung | ID       | Bild |
| ------------------------------------------ | -------------------- | --- | -------- | ---- |
| Schulstraße 1 53° 19′ 33″ N, 8° 29′ 5″ O   | Wohnhaus             | Eineinhalb- bis zweigeschossiger traufständiger Putzbau von drei Achsen mit Drempel unter Schopfwalmdach. Linke zwei Achsen zweigeschossiger Risalit unter Schopfwalmdach. Rechte Achse breiter. Auf der rechten Seite Eingangsloggia auf korinthisierender kannelierter Ecksäule, darüber Balkon. Putzgliederung: geschossteilendes Gesims, Kantenquaderung (im EG rustiziert, am OG des Risalits nur im Wechsel als Diamantquader), Fensterrahmungen, Brüstungsfelder. Erbaut wohl um 1900. | 36086436 |      |
| Schulstraße 2 53° 19′ 32″ N, 8° 29′ 3″ O   | Post                 | Zweigeschossiger Backsteinbau auf Sockelgeschoss unter Walmdach zwischen Schulstraße im Norden, Postplatz im Westen und Georgstraße im Süden. Zur Georgstraße links tiefer Risalit mit Giebel als Hauptfront, rechts daneben Eingang mit moderner Freitreppe. Front zum Postplatz breit gelagert, links im OG sechs Achsen, im EG zu drei Fenstern zusammengefasst, daneben übergiebelter Risalit von zwei (EG) bzw. drei (OG) Achsen, ganz rechts nochmals ein (EG) bzw. zwei (OG) Achsen, dieser Trakt unter niedrigerem Dach und weniger tief. Rückwärtig Hof, zur Georgstraße mit Einfriedung aus Eisengitter auf Backsteinmauer mit Backstienpfosten, als Backsteinmauer an der Ostseite weitergeführt. Am Dach verschiedene jüngere Gaupen und hohe Schornsteine. Fenster segmentbogig. Backsteingliederung: Bänderung und Sockelgesims sowie Rahmungen der Bögen aus dunkler glasierten Backsteinen, Lisenen an den Giebeln, stilisierter Konsolfries unter der Traufe. Am Nordgiebel Inschrift „Postamt“ und bekrönende Wandmalerei mit kaiserlichem Wappen. Erbaut 1896. | 36083966 |      |
| Schulstraße 7 53° 19′ 33″ N, 8° 28′ 58″ O  | Wohnhaus             | Eingeschossiger traufständiger Putzbau von fünf Achsen mit niedrigem Drempel unter Satteldach. Eingang mittig mit kleiner Freitreppe, darüber Zwerchhaus von zwei Achsen. Erbaut 1852–1855 als Teil einer Handwerkersiedlung. | 36083995 | BW   |
| Schulstraße 8 53° 19′ 32″ N, 8° 28′ 57″ O  | Wohnhaus             | Giebelständiger eingeschossiger geschlämmter Backsteinbau von ursprünglich fünf Achsen mit niedrigem Drempel unter Satteldach. Eingang mittig. Fensteröffnungen z. T. verändert. Erbaut 1852–1855 als Teil einer Handwerkersiedlung. | 36084019 | BW   |
| Schulstraße 10 53° 19′ 33″ N, 8° 28′ 56″ O | Wohnhaus             | Traufständiger eingeschossiger Putzbau von ehemals fünf Achsen mit niedrigem Drempel unter Satteldach. Eingang mittig, darüber zweiachsiges Zwerchhaus. Eingang verändert und links Schaufenstereinbau. Erbaut 1852–1855 als Teil einer Handwerkersiedlung. | 36084042 | BW   |
| Schulstraße 11 53° 19′ 32″ N, 8° 28′ 56″ O | Wohnhaus             | Traufständiger eingeschossiger Putzbau von fünf Achsen mit niedrigem Drempel unter Satteldach. Mittig Eingang mit kleiner Freitreppe, darüber dreiachsiges Zwerchhaus. Erbaut 1852–1855 als Teil einer Handwerkersiedlung. | 36084066 | BW   |
| Schulstraße 12 53° 19′ 33″ N, 8° 28′ 55″ O | Wohnhaus             | Traufständiger eingeschossiger Putzbau von acht Achsen mit niedrigem Drempel unter Satteldach. Eingänge in der jeweils zweiten Achse von außen. Mittig dreiachsiges Zwerchhaus. Erbaut 1852–1855 als Teil einer Handwerkersiedlung. | 36084089 | BW   |
| Schulstraße 13 53° 19′ 33″ N, 8° 28′ 54″ O | Wohnhaus             | Traufständiger eingeschossiger Putzbau von ehemals sechs Achsen mit niedrigem Drempel unter Satteldach. Mittig zwei Eingänge, beide verändert, in der rechten Hälfte moderner Ladeneinbau. Mittig vierachsiges Zwerchhaus. Erbaut 1852–1855 als Teil einer Handwerkersiedlung. | 36084114 | BW   |
| Schulstraße 14 53° 19′ 33″ N, 8° 28′ 53″ O | Wohnhaus             | Giebelständiger zweieinhalbgeschossiger Putzbau von drei Achsen mit Drempel unter Satteldach. Breite Segmentbogenfenster und mittiger Eingang. Giebel ausgezogen. Putzgliederung: Kantenlisenen, Fensterrahmungen, geschossteilendes Gesims, ortgesims, Blendbögen im Giebelauszug, bekrönende Pinienzapfen. Erbaut 1885. Geburtshaus des Schriftstellers Georg von der Vring (1889–1968). | 36084139 |      |
| Schulstraße 23 53° 19′ 33″ N, 8° 29′ 0″ O  | Wohn-/ Geschäftshaus | Traufständiger zweigeschossiger Putz- und Backsteinbau von acht Achsen unter Mansarddach. Öffnungen im Erdgeschoss segmentbogig, im Obergeschoss korbbogig. Rechte Achse breiter, Eingang in der vierten Achse von links, darüber kleines Zwerchhaus, außerdem vier Gaupen mit Schopfwalm. Im EG in der rechten Hälfte und ganz links bauzeitliche Ladeneinbauten. Teilweise verputzt (EG, rechte Achse und vierte Achse von links, dadurch Ausbildung von Blendrisaliten) und Putzgliederung: horizontale Fugen an den verputzten Flächen, geschossteilendes Gesims, im OG Brüstungsgesims, Traufgesims mit Konsolfries, Fensterrahmungen und Ädikulen in neubarocken Formen. Erbaut 1902. | 36084162 | BW   |

### Andere
| Lage                                                       | Bezeichnung               | Beschreibung | ID       | Bild           |
| ---------------------------------------------------------- | ------------------------- | --- | -------- | -------------- |
| B 212, km 34,674 53° 20′ 2″ N, 8° 27′ 18″ O                | Brücke                    | Brücke der B 212 über das Braker Sieltief. Stahlbetonplattenbalken, Widerlager mit Backstein verblendet. Länge etwa 17 Meter. Erbaut 1938. | 36080807 | BW             |
| Bogenstraße 10 53° 20′ 37″ N, 8° 28′ 44″ O                 | Wohn-/ Wirtschaftsgebäude | Zweiständerhallenhaus mit Backsteinaußenmauern unter Schopfwalmdach in Reetdeckung mit Niedersachsengiebeln. Innenstruktur weitgehend erhalten. Bezeichnet 1848. | 36086156 | BW             |
| Brückenstraße 53° 20′ 9″ N, 8° 29′ 17″ O                   | Straßenpflaster           | Straßenpflasterung aus Feldsteinen der im späten 19. Jh. angelegten Brückenstraße. Mittelstreifen in Backstein (Klinker) wohl nachträglich eingesetzt. Der östliche Abschnitt bis zur Klippkanner Straße heute zugeschüttet oder abgetragen. | 36081566 | BW             |
| Bürgermeister-Müller-Straße 7 53° 19′ 38″ N, 8° 28′ 40″ O  | Wohnhaus                  | Giebelständiger eineinhalbgeschossiger Putzbau von vier Achsen mit Drempel unter Satteldach (Typus „Oldenburger Hundehütte“). Auf der linken Seite zweigeschossiger Risalit unter Satteldach, links davon Eingang. Putzgliederung: geschossteilendes Gesims, Kantenquaderung, Fensterrahmungen, Brüstungsfelder, im Giebel mittig kannelierte Pilaster und Ädikula. Verzierter Schwebegiebel. Erbaut wohl um 1900. | 36081596 |                |
| Bürgermeister-Müller-Straße 9 53° 19′ 39″ N, 8° 28′ 40″ O  | Wohnhaus                  | Eckhaus zur Rönnelstraße. Eineinhalb- bis zweigeschossiger Backsteinbau. Der linke Teil von zwei Achsen zweigeschossig und als Risalit vorspringend, unter Satteldach. Der rechte, ebenfalls zweiachsige Teil eineinhalbgeschossig mit Drempel und Zwerchhaus unter Walmdach. Auf der rechten Seite zurückgesetzter eineinhalbgeschossiger Vorbau als Risalit unter Schopfwalmdach, davor Eingangsvorbau. Auf der linken Seite rückwärtig Wintergartenanbau unter Pultdach. Putzgliederung: EG verputzt mit horizontalen Fugen, Kantenrustizierung, geschossteilendes Gesims, Fensterrahmungen, am Risalit oben Brüstungsfelder und Ädikulen, am Zwerchhaus Brüstungsfeld, Pilaster und Gebälk mit Dreiecksgiebel. Am Risalit verzierter Schwebegiebel auf Knaggen. Vorgarten und eiserne Einfriedung auf Backsteinmauer und mit Backsteinpfosten. Erbaut 1903. | 36081622 |                |
| Bürgermeister-Müller-Straße 18 53° 19′ 44″ N, 8° 28′ 39″ O | Wohnhaus                  | Giebelständiger eineinhalbgeschossiger Putzbau von vier Achsen mit Drempel unter Satteldach (Typus „Oldenburger Hundehütte“). Auf der rechten Seite zurückgesetzter Vorbau mit Eingang. Putzgliederung: geschossteilender Rankenfries mit Gesims, Kantenlisenen (im EG gequadert und im Wechsel rustiziert), Fensterrahmungen, Brüstungsreliefs, im Giebel mittig Pilaster und Ädikulen. Vorgarten und eiserne Einfriedung. Erbaut wohl um 1900. | 36081675 |                |
| Bürgermeister-Müller-Straße 20 53° 19′ 45″ N, 8° 28′ 39″ O | Wohnhaus                  | Giebelständiger eineinhalbgeschossiger Putzbau von vier Achsen mit Drempel unter Satteldach (Typus „Oldenburger Hundehütte“). Auf der linken Seite zurückgesetzter risalitartiger Vorbau von zwei Geschossen, in der Ecke davor polygonaler eingeschossiger Anbau unter Balkon. Auf der rechten Seite zurückgesetzter Vorbau mit Eingang. Putzgliederung: horizontale Fugen im EG, Kantenrustizierung, Fensterrahmungen, im Giebel Brüstungsfelder und mittig kannelierte Pilaster und Ädikulen. Am Giebel verzierte Windbretter. Vorgarten und eiserne Einfriedung. Bezeichnet 1900. | 36081701 |                |
| Bürgermeister-Müller-Straße 21 53° 19′ 45″ N, 8° 28′ 40″ O | Wohnhaus                  | Giebelständiger eineinhalbgeschossiger Backsteinbau von vier Achsen mit Drempel unter Satteldach (Typus „Oldenburger Hundehütte“). Eingang auf der rechten Seite. Giebel geschweift ausgezogen. Putzgliederung: geschossteilendes Gesims, im Erdgeschoss horizontale Bänder, Fensterrahmungen, Brüstungsfelder, im Giebel mittig Ädikulen. Erbaut wohl um 1900. | 36081729 |                |
| Dr.-Fritz-Carstens-Weg 1 53° 19′ 35″ N, 8° 29′ 5″ O        | Handelshaus Tobias        | Zweigeschossiger Backsteinbau unter Satteldach. An den Giebeln Ladeluken. An der Ostseite Zwerchhaus. Erbaut wohl im 3. Viertel des 19. Jhs. (nicht vor 1854). | 36080676 |                |
| Golzwarder Straße 71 53° 20′ 20″ N, 8° 28′ 30″ O           | Wohnhaus                  | Eineinhalbgeschossiger traufständiger Backsteinbau von sieben Achsen mit Drempel unter Satteldach. Mittig Risalit von drei Achsen (im Giebel zwei) unter Satteldach, darin mittig Eingang. Öffnungen z. T. rundbogig, z. T. korbbogig. Putzgliederung: geschossteilendes Gesims, Kantenlisenen, im EG Kantenquaderung (im Wechsel rustiziert), Rahmung der Öffnungen. Bezeichnet 1906. | 36081992 | BW             |
| Grüne Straße 1 53° 19′ 19″ N, 8° 29′ 7″ O                  | Wohn-/ Geschäftshaus      | Eckhaus zur Langen Straße. Zweigeschossiger Putzbau unter Walmdach. Rechts zur Grünen Straße drei Achsen und rechts Eingang unter flachem Erker. Abgeschrägte Ecke, ehemals mit Eingang, darüber schräggestellter Erker auf Konsolen, mit einem Halbgeschoss turmartig ins Dach gezogen, unter Pyramidendach. Links zur Langen Straße vier Achsen, die ganz linke schmaler, die beiden linken als Risalit, dieser bis zur Rückseite durchgehend und mit Giebel unter Satteldach. Am Risalit links im OG flacher Erker auf Konsolen. Öffnungen rechteckig und oben verrundet. Putzgliederung: geschossteilendes Gesims, im OG Brüstungsgesims, Fensterrahmungen, im OG mit Brüstungsreliefs und Bekrönungen in Jugendstilformen. Erbaut wohl kurz vor 1910. | 36082016 | BW             |
| Hinrich-Schnitger-Straße 24 53° 19′ 16″ N, 8° 29′ 8″ O     | Wohnhaus                  | Giebelständiger eineinhalbgeschossiger Putzbau von drei Achsen (im Giebel vier) mit Drempel unter Satteldach (Typus „Oldenburger Hundehütte“). Eingang mittig. Putzgliederung: geschossteilendes Gesims, Kantenrustizierung, Rahmung der Öffnungen, im Giebel mittig Brüstungsfelder und Ädikulen. Erbaut wohl in den 1890er Jahren. | 36082466 | BW             |
| Hinrich-Schnitger-Straße 25 53° 19′ 16″ N, 8° 29′ 8″ O     | Wohnhaus                  | Giebelständiger eineinhalbgeschossiger Putzbau von vier Achsen mit Drempel unter Satteldach (Typus „Oldenburger Hundehütte“). Eingang auf der rechten Seite. Putzgliederung: geschossteilendes Gesims, Kantenquaderung (im Wechsel rustiziert), Fensterrahmungen, im Giebel mittig Brüstungsfelder. Erbaut wohl in den 1890er Jahren. | 36082491 | BW             |
| Hinrich-Schnitger-Straße 26 53° 19′ 15″ N, 8° 29′ 8″ O     | Wohnhaus                  | Giebelständiger eineinhalbgeschossiger Putzbau von vier Achsen mit Drempel unter Satteldach (Typus „Oldenburger Hundehütte“). Eingang auf der rechten Seite. Putzgliederung: geschossteilendes Gesims, Kantenquaderung (im Wechsel rustiziert), Fensterrahmungen, im Giebel mittig Brüstungsfelder. Erbaut wohl in den 1890er Jahren. | 36082528 | BW             |
| Kaje 2 53° 19′ 29″ N, 8° 29′ 8″ O                          | Wohnhaus                  | Kopfbau am südlichen Eingang der Kaje, gelegen zwischen der Straße Kaje im Osten und der tiefer gelegenen Langen Straße im Westen. Traufständiger eingeschossiger Backsteinbau (Westseite verputzt und auf Sockelgeschoss) von drei Achsen unter Satteldach. Mittig zweigeschossiger übergiebelter Risalit, darin Eingang, darüber gusseiserner Balkon. Auf der Südseite wintergartenartiger Balkon. Öffnungen rundbogig. Backsteingliederung: Rahmungen der Bögen, Lisenen, an der Traufe und am Risalitgiebel Bogenfries. Erbaut 1861. | 36082622 |                |
| Kaje 3 53° 19′ 29″ N, 8° 29′ 8″ O                          | Speicher                  | Rotes Schloss / Weserschloss. In den 2020er Jahren stark verändert. Besteht noch Denkmalschutz? | 36082648 |                |
| Kaje 4 53° 19′ 30″ N, 8° 29′ 8″ O                          | Wohnhaus                  | | 36082675 | BW             |
| Kaje 5 53° 19′ 32″ N, 8° 29′ 7″ O                          | Wohnhaus                  | Eckhaus zur Georgstraße. Zweigeschossiger traufständiger Putzbau von sieben Achsen auf Kellersockel unter Satteldach. Linke und rechte Achse unter Flachdach, die linke leicht zurückgesetzt, beides wohl etwas jüngere Anbauten. Eingang mittig mit nach innen gezogener Treppe. Zwei moderne Walmgaupen. Erbaut in der 2. Hälfte des 18. Jhs., 1820 erweitert. | 36082701 |                |
| Kaje 6 53° 19′ 33″ N, 8° 29′ 7″ O                          | Wohn-/ Geschäftshaus      | Eckhaus zur Schulstraße. Linker Teil dreigeschossiger Putzbau von vier Achsen unter Walmdach. Eingang links. Rechter Teil zweigeschossiger Putzbau von drei Achsen (die mittlere als Doppelachse) mit abgeschrägter Ecke unter Flachdach. Putzgliederung: links geschossteilendes Gesims, Brüstungsgesimse, Traufgesims und Fensterrahmungen, rechts Lisenen, z. T. pilasterartig, geschossteilendes Gesims, Traufgesims und Bogenfriese, im OG Fensterrahmungen mit pilasterartigen Lisenen. Erbaut in der 2. Hälfte des 18. Jhs. als Wohnhaus, ab 1829 Apotheke, 1859 umgebaut, 1872 der rechte Teil angebaut. | 36082730 |                |
| Kaje 7 53° 19′ 34″ N, 8° 29′ 7″ O                          | Wohn-/ Geschäftshaus      | Kopfbau zwischen Schulstraße und Mitteldeichstraße. Zweieinhalbgeschossiger Putzbau von ursprünglich drei, heute vier Achsen auf Kellersockel mit Drempel unter Walmdach. Rechte Achse etwas jünger und ursprünglich eingeschossig mit Balkon, später zweimal erhöht. Mittig Eingang mit Freitreppe. Putzgliederung: geschossteilende Gesimse, Traufgesims, Brüstungsgesimse, Fensterrahmungen, Brüstungsfelder, Portalrahmung und Rahmung des mittleren Fensters oben mit kannelierten Pilastern, Kantenquaderung. Erbaut 1884 als Wohn-/Kontorhaus Müller, später „Weser-Hotel“, heute Tagesklinik. Rückwärtig moderner Anbau. | 36082760 |                |
| Kaje 8 53° 0′ 0″ N, 8° 24′ 0″ O                            | Telegrafenstation         | Braker Telegraph als Telegrafenstation, heute vom Schifffahrtsmuseum genutzt | 36082560 | Weitere Bilder |
| Kirchenstraße 53° 19′ 30″ N, 8° 28′ 54″ O                  | Stadtkirche               | Geostete Saalkirche aus Backstein mit vorgesetztem Westturm und eingezogener polygonaler Apsis mit 5/8-Schluss. Hoher rechteckiger Turm von drei Geschossen unter spitzem Pyramidendach, begleitet von Annexen unter Pultdächern. Drei Spitzbogenportale, das mittlere als Gewändeportal, unter getreppten Blendbögen, am Turm darüber Rosette, im zweiten und dritten Geschoss gekuppelte Biforienöffnungen, oben mit Uhr. Um den ganzen Bau Strebepfeiler mit Wasserschlägen. Auf jeder Seite unten zwei kleine Spitzbogenfenster und in gemeinsamem Blendbogen darüber zweibahniges Maßwerkfenster, an der Traufe Kleeblattbogenfries auf Konsolen. Am Polygon der Apsis Vierpassoculi. Innen Flachdecke auf Unterzügen, in der Mitte der Dachform folgend nach oben geknickt, die Apsis mit Rippengewölbe. Ehemals umlaufende Empore, erhalten die Orgelempore mit Orgel von Philipp Furtwängler (1865). Erbaut 1858–1862, Architekt: Otto Lasius, nach einem Entwurf von Carl Ferdinand Busse. | 36082784 | Weitere Bilder |
| Kirchenstraße 53° 19′ 30″ N, 8° 28′ 53″ O                  | Kriegerdenkmal            | Kriegerdenkmal | 36082814 |                |
| Kirchenstraße 16 53° 19′ 30″ N, 8° 28′ 51″ O               | Wohnhaus                  | Zweigeschossiger Putzbau von vier Achsen unter Walmdach. Eingang auf der rechten Seite. Putzgliederung: Kantenlisenen mit stilisierten Pilastern, geschssteilendes Gesims, Traufgesims, Fensterrahmungen. Details in neubarocken Formen mit Einflüssen des Jugendstils. Erbaut wohl um 1905/1910. | 36082866 | BW             |
| Kirchenstraße 17 53° 19′ 24″ N, 8° 28′ 54″ O               | Schule                    | Zweigeschossiger Putzbau auf L-förmigem Grundriss, bestehend aus mehreren Trakten unter Satteldächern. Zur Straße links hoher traufständiger Kopfbau mit mittigem Portal aus zwei Rundbogeneingängen mit Vorbau unter kleinem Walmdach und darüber großem fünfteiligem Fenster. Rechts davon zurückgesetzter und etwas niedriger, ebenfalls traufständiger Trakt. Hinter dem Kopfbau nach hinten langgestreckter Trakt und als hinterer Abschluss wiederum höherer, parallel zum Kopfbau stehender Trakt. Sparsame Putzgliederung: Fensterrahmungen, Traufgesimse. Am Eingangsvorbau Sandsteinpfeiler mit Figurenreliefs, zwischen den Fenstern darüber weitere figürliche Reliefs. Erbaut 1910 als Höhere Bürgerschule, Architekt: Heinrich Behrens-Nicolai. | 36082892 | BW             |
| Kirchenstraße 26 53° 19′ 27″ N, 8° 28′ 50″ O               | Schule                    | Von der Straße zurückgesetzter, traufständiger zweigeschossiger Putzbau von sieben Achsen unter Satteldach. Mittig Eingang mit Vorbau. Putzgliederung: Kantenlisenen und die Mittelachse rahmende Lisenen, geschossteilendes Gesims, Traufgesims, Brüstungsfelder. Erbaut 1883–1884 als Landwirtschaftsschule. | 36082919 | BW             |
| Neustadtstraße 15 53° 19′ 57″ N, 8° 29′ 13″ O              | Geschäftshaus             | Eckhaus zur Klippkanner Straße. Zweisgeschossiger Putzbau von vier Achsen auf Kellersockel unter Walmdach. Dreibahnige Fenster, in der linken Achse Eingang mit kleiner Freitreppe und Vordach, darüber Trappenhausfenster. Linke Seite zur Klippkanner Straße geknickt. Auf der rechten Seite zurückgesetzter Trakt von einer schmaleren Achse, daran rechts Anbau von drei Achsen mit abgeschrägten Ecken. Zwei Walmgaupen. Putzgliederung durch breitere und schmalere Lisenen sowie horizontale Bänder. Erbaut wohl in der zweiten Hälfte der 1920er Jahre oder um 1930. | 36083911 | BW             |
| Schleusendeich 2 53° 19′ 43″ N, 8° 29′ 6″ O                | Villa Oltmanns            | Eckhaus zur Mitteldeichstraße. Freistehender zweigeschossiger Putzbau von drei Achsen (links zur Mitteldeichstraße vier, davon eine zugesetzt) unter Walmdach. Mittig Eingang, davor Podest mit Brüstung und Freitreppe, darüber Balkon auf Konsolen mit Eisenbrüstung. Öffnungen rundbogig. PLutzgliederung: Quaderung, geschossteilendes Gesims, Traufgesims mit Konsolfries, Fensterrahmungen, Rahmungen der Bögen auf Konsolen. Fenster und Türen aus der Bauzeit. Großes Gartengrundstück mit z. T. alten markanten Bäumen. Erbaut 1861 für die Werftbesitzerfamlie Oltmanns. | 36083936 |                |
| Schrabberdeich 2 53° 19′ 43″ N, 8° 28′ 40″ O               | Geschäftshaus             | Eckhaus zur Bürgermeister-Müller-Straße. Zum Schrabberdeich die linke Nebenseite mit Eingang. Zweigeschossiger Backsteinbau von fünf Achsen zur Bürgermeister-Müller-Straße unter Mansardwalmdach. Mittig Eingang und geschweifter Zwerchgiebel, begleitet von zwei Giebelgaupen. Die Gaupen zum Schrabberdeich wohl modern. Putzgliederung: verputztes Erdgeschoss mit horizontalen Fugen, Kantenquaderung, im Erdgeschoss im Wechsel rustiziert, Rahmung der Öffnungen, im OG Brüstungsfelder und Ädikulen. Erbaut wohl um 1900. | 36081649 |                |
| Sielstraße 3 53° 19′ 42″ N, 8° 28′ 46″ O                   | Wohnhaus                  | Eingeschossiger Backsteinbau (rückwärtig über Sockelgeschoss) unter weit überstehendem Walmdach. Auf der Ostseite kleiner halbrunder Standerker, darüber großer verbohlter Zwerchgiebel; auf der Westseite Risalit mit Eingang, davor Freitreppe, darüber ein ähnlicher Zwerchgiebel. Zur Straße große Walmgaupe mit Rundbogenfenstern und rückwärtig Terrasse mit halbrundem Vorbau, Nebeneingang mit Freitreppe und eine entsprechende Walmgaupe. Großes Gartengrundstück. Erbaut wohl um 1910. | 36084190 |                |
| Sielstraße 6 53° 19′ 44″ N, 8° 28′ 46″ O                   | Wohnhaus                  | Giebelständiger zweigeschossiger Putzbau von zwei Achsen unter Satteldach. Schweifgiebel mit Voluten. Rechts runder turmartiger Eckerker unter Schweifhaube. Auf der rechten Seite zurückgesetzter Vorbau mit Eingang. Putzgliederung: Fensterrahmungen mit Voluten und Zahnschnitt, am Giebel kleine Reliefs und in der Spitze Kartusche mit bekrönendem Kopf, am Erker Relieftondi und Gesimse, am Eingangsvorbau unter dem Dach Karyatide als Konsole. Freistehend, ehemals mit Garten, und zurückgesetzt von der Straße. Bezeichnet 1906. | 36084217 |                |
| Syassenstraße 15 53° 19′ 45″ N, 8° 28′ 43″ O               | Villa Block               | Giebelständiger eineinhalbgeschossiger Putzbau von vier Achsen auf Sockelgeschoss mit Drempel unter Satteldach (Typus „Oldenburger Hundehütte“). Auf der linken Seite zurückgesetzter Vorbau mit Eingang, davor Freitrappe. Putzgliederung: Quaderung des Sockels und der Kanten, dort im Wechsel mit Diamantquadern, im Giebel mit Bossenquadern, am EG horizontale Bänder, geschossteilendes Gesims, Fensterrahmungen, Brüstungsreliefs, im Giebel mittig Pilaster und Ädikula. Erbaut wohl um 1900. | 36084246 |                |

## Golzwarden
| Lage                                            | Bezeichnung                    | Beschreibung | ID       | Bild           |
| ----------------------------------------------- | ------------------------------ | --- | -------- | -------------- |
| Raiffeisenstraße 5 53° 21′ 4″ N, 8° 27′ 29″ O   | Wohn-/ Wirtschaftsgebäude      | Auf einer Wurt gelegenes Zweiständerhallenhaus mit Backsteinaußenmauern unter Schopfwalmdach in Reetdeckung mit Niedersachsengiebeln. Großes Gartengrundstück mit z. T. altem markanten Baumbestand. Bezeichnet 1867. | 36084300 | BW             |
| Raiffeisenstraße 7 53° 21′ 2″ N, 8° 27′ 36″ O   | Wohn-/ Wirtschaftsgebäude      | Zweiständerhallenhaus in Fachwerk mit Backsteinausfachungen unter Schopfwalmdach (z. T. in Reetdeckung) mit Niedersachsengiebeln. Wirtschaftsgiebel im unteren Teil und südliche Traufseite in Backstein erneuert. Wohngiebel zweifach auf geschweiften Knaggen vorkragend. Im Wohnteil Upkammer. Erbaut wohl im späten 18. Jhs. | 36084413 | BW             |
| Raiffeisenstraße 7 53° 21′ 2″ N, 8° 27′ 37″ O   | Gulfscheune                    | Südlich des Wohn-/Wirtschaftsgebäudes stehende, kleine Gulfscheune in Backstein unter Schopfwalmdach. Erbaut wohl um 1910. | 36084445 | BW             |
| Raiffeisenstraße 7 53° 21′ 3″ N, 8° 27′ 37″ O   | Stall                          | Nördlich des Wohn-/Wirtschaftsgebäudes stehender Backsteinbau unter Satteldach. Erbaut wohl um 1900. | 36086059 | BW             |
| Raiffeisenstraße 7 53° 21′ 1″ N, 8° 27′ 33″ O   | Graft                          | | 36086536 | BW             |
| Raiffeisenstraße 14 53° 21′ 8″ N, 8° 27′ 40″ O  | Hof Wetzel                     | Auf einer großen und hohen Wurt gelegener Backsteinbau, bestehend aus der Gulfscheune im Osten unter Schopfwalmdach und axial im Westen dem schmaleren Wohnteil, ebenfalls unter Schopfwalmdach. Gulfscheune in fünfschiffiger Hochrähmkonstruktion mit durchgezapften Ankerbalken. Unter dem Wohnteil Gewölbekeller mit Kreuzgratgewölben auf vier freistehenden Pfeilern. Bezeichnet 1803, der Keller wohl noch aus dem 17. Jh. | 36084473 | BW             |
| Raiffeisenstraße 19 53° 21′ 6″ N, 8° 27′ 50″ O  | Schule                         | Eineinhalbgeschossiger Backsteinbau mit Drempel unter Satteldach. An der Längsseite neun segmentbogige Fenster. Backsteingliederung: Kantenlisenen, geschossteilendes Gesims mit Konsolfries, Konsolfriese am Giebel und unter der Traufe, Rahmungen der Bögen. Erbaut 1889. | 36084502 | BW             |
| Raiffeisenstraße 19 53° 21′ 6″ N, 8° 27′ 49″ O  | Stall                          | An der Straße hinter der Schule stehender eineinhalbgeschossiger traufständiger Backsteinbau mit Drempel unter Satteldach. Öffnungen segmentbogig. Backsteingliederung: geschossteilender Konsolfries, Konsolfries unter der Traufe und am Giebel. Erbaut wohl zusammen mit der Schule 1889. Heute Arp-Schnitger-Centrum. | 36080543 | BW             |
| Raiffeisenstraße 21 53° 21′ 6″ N, 8° 27′ 50″ O  | St. Bartholomäus (Pfarrhaus)   | Erbaut als Zweiständerhallenhaus mit Backsteinaußenmauern unter Schopfwalmdach in Reetdeckung mit Niedersachsengiebeln. Vom Ursprungsbau der Westgiebel mit Fensteröffnungen, die auf eine Upkammer schließen lassen. Jünger die nördliche Traufseite mit segmentbogigen Fenstern und die südliche mit Rechteckfenstern. Der frühere Wirtschaftsteil modern umgebaut. Dieser etwas niedriger als der frühere Wohnteil. Von der Konstruktion auf der Südseite die groß dimensionierten Balkenköpfe sichtbar. Das Innere stark verändert, alt nur einzelne Innentüren. Erbaut um 1800, umgebaut um 1900 und 1966. | 47439334 | BW             |
| Raiffeisenstraße 23 53° 21′ 7″ N, 8° 27′ 54″ O  | St. Bartholomäus (Kirche)      | Spätromanische Saalkirche aus Backstein, erbaut um 1263, der leicht eingezogene polygonale Chor mit Strebepfeilern aus der Mitte des 15. Jh. (Dachwerke Kirchenschiff und Chor 1458d). Am Schiff breite Rundbogenportale aus Portasandstein, und Rundbogenfenster, auf der Südseite z. T. nachträglich vergrößert. Der ursprünglich vorhandene Westturm bereits im 15. Jh. abgetragen, die Westwand seit dem 19. Jh. verputzt. Auf dem First Dachreiter von 1711. 2019 bei Dachbrand beschädigt. Das Schiff innen ursprünglich von drei sechsteiligen Gewölben überspannt, dort und im Chor jetzt Balkendecken. Sechs hohe rundbogige Muldennischen in den Längswänden. Basis eines Gewölbedienstes mit flachen Ecksporen. Mittelschrein eines kleinen Flügelaltares, um 1520, im großen Mittelfeld der Kalvarienberg zwischen vier weiteren Szenen der Passion. Der Gekreuzigte und die beiden Schächer vor 1900 ergänzt, aus dieser Zeit auch die Flügel mit den Gemälden Abendmahl und Verkündigung (z. Zt. auf der Empore). Altarretabel, 1701 von H. Backenköhler, 1988 restauriert; im ovalen Mittelfeld die Kreuzigung, darüber die Kreuzabnahme, in der Sockelzone das Abendmahl. Taufstein aus der Münstermann-Werkstatt, dat. 1633. Polygonale Kanzel, am Kanzelbogen bez. ODBH 1640 (Onno Dircksen). Westempore, dat. 1634, erweitert 1698 durch H. Backenköhler um die langgestreckte Nordempore; die gemalten biblischen Szenen an beiden Brüstungen 1701 von J. Chr. Walzell. Orgelprospekt, 1698 von A. Schnitger. Im Chor Grabplatte des Drosten Bernhardt von Kißleben (gest. 1592). 16 weitere Grabplatten 16./17. Jh. Messingkronleuchter 1746. Vier Evangelistenfiguren aus Terrakotta, 1892. Glocke von G. Klinghe, 1440. | 36084529 | Weitere Bilder |
| Raiffeisenstraße 23 53° 21′ 6″ N, 8° 27′ 52″ O  | St. Bartholomäus (Glockenturm) | Westlich vor der Kirche stehender Glockenturm des offenen Parallelmauertyps unter Walmdach. Granitquadermauerwerk, die Bögen unten mit Backsteinmauerwerk gefüllt, in Backstein auch die Mauerkronen und ein Strebepfeiler auf ganzer Breite der Westseite. Auf der Nord- und Südseite je zwei segmentbogige Schallarkaden. Erhebliche Schiefstellung des Turms nach Westen. Erbaut wohl im 2. Viertel des 16. Jhs. | 36084558 | BW             |
| Raiffeisenstraße 23 53° 21′ 6″ N, 8° 27′ 54″ O  | St. Bartholomäus (Friedhof)    | Auf der Kirchwurt gelegener Friedhof von St. Bartholomäus. Gestaltet mit Wegen und Rasenflächen, am Rand auch einige alte markante Bäume (v. a. Linden). Erhalten eine Vielzahl von Grabsteinen des 17.-19. Jhs. sowie einige Gruftanlagen. Im Nordwesten und im Südosten je ein schmiedeeisernes Einfriedungstor mit Backsteinpfosten. | 36085104 | BW             |
| Sinaburger Straße 42 53° 21′ 5″ N, 8° 27′ 56″ O | Wohn-/ Wirtschaftsgebäude      | Zweiständerhallenhaus mit Backsteinaußenwänden unter Schopfwalmdach in Reetdeckung mit Niedersachsengiebeln. Bezeichnet 1847. | 36084689 | BW             |

## Hammelwarder Außendeich
| Lage                                                   | Bezeichnung               | Beschreibung | ID       | Bild |
| ------------------------------------------------------ | ------------------------- | --- | -------- | ---- |
| Hammelwarder Außendeich 8 53° 19′ 5″ N, 8° 26′ 7″ O    | Wohn-/ Wirtschaftsgebäude | Zweiständerhallenhaus in Fachwerk mit Backsteinausfachungen unter Schopfwalmdach in Reetdeckung mit Niedersachsengiebeln. Wohnteil in Backstein erneuert. Erbaut wohl im frühen 19. Jh., der Wohnteil wohl im späten 19. Jh. erneuert. | 36084771 | BW   |
| Hammelwarder Außendeich 8 53° 19′ 6″ N, 8° 26′ 7″ O    | Stall                     | Unmittelbar nördlich des Wohn-/Wirtschaftsgebäudes stehend und über einen niedrigen Zwischenbau mit diesem verbunden. Fachwerkgebäude mit Backsteinausfachungen unter Schopfwalmdach in Reetdeckung mit Niedersachsengiebeln.          | 36084802 | BW   |
| Hammelwarder Außendeich 8 53° 19′ 2″ N, 8° 26′ 5″ O    | Baumbestand               | Alter markanter Baumbestand (vor allem Eichen) auf dem Hofgrundstück. | 36086564 | BW   |
| Hammelwarder Außendeich 24 53° 18′ 59″ N, 8° 26′ 17″ O | Wohn-/ Wirtschaftsgebäude | Zweiständerhallenhaus mit Backsteinaußenmauern unter Schopfwalmdach in Reetdeckung mit Niedersachsengiebeln. Am Wirtschaftsgiebel auf der Nordseite Stallanbau in Backstein. Umgebaut wohl um 1900, im Kern wohl älter.                | 36084854 | BW   |
| Hammelwarder Außendeich 24 53° 19′ 0″ N, 8° 26′ 18″ O  | Scheune                   | Fachwerkscheune mit verbohlten Ausfachungen unter Walmdach in Reetdeckung mit Niedersachsengiebeln. Querdurchfahrt. Erbaut wohl um die Mitte des 19. Jhs.                                                                              | 36084882 | BW   |

## Kirchhammelwarden
| Lage                                               | Bezeichnung                    | Beschreibung | ID       | Bild           |
| -------------------------------------------------- | ------------------------------ | --- | -------- | -------------- |
| Am Weserdeich 34 53° 18′ 24″ N, 8° 29′ 13″ O       | Wohnhaus                       | Unmittelbar vor der Deichkrone stehend. Eingeschossiges traufständiges Zweiständerhallenhaus mit Backsteinaußenwänden unter Schopfwalmdach in Reetdeckung mit Niedersachsengiebeln. Mittelflur. Erbaut wohl am Ende des 19. Jhs. | 36080780 | BW             |
| Hammelwarder Straße 1 53° 18′ 21″ N, 8° 29′ 11″ O  | Friedrichskirche (Kirche)      | Rechteckige geostete Saalkirche aus Backstein unter Walmdach mit vorgesetztem rechteckigem Westturm unter Knickpyramide. Am Schiff hohe Segmentbogenfenster und strebepfeilerartige Lisenen sowie vorkragendes profiliertes Traufgesims. Turmportal und Portal an der Nordseite mit Sandsteinrahmung, ersteres bekrönt von Bauinschrift mit Wappen des dänischen Königs, letzteres von Kriegergedächtnistafel für die Toten des Ersten Weltkriegs, ergänzt von weiteren Tafeln rechts und links. Inneres mit Segmenttonne, unterlegt mit stuckierten Rippen und Gurten. Ausstattung der Erbauungszeit: Kanzelaltar mit Gemälden, umlaufende Empore, im Westen Orgelprospekt. Erbaut an der Stelle eines mittelalterlichen Vorgängers 1760–1765 zur Regierungszeit des dänischen Königs Friedrich V., nach dem die Kirche benannt ist. | 36084908 | Weitere Bilder |
| Hammelwarder Straße 1 53° 18′ 18″ N, 8° 29′ 9″ O   | Friedrichskirche (Friedhof)    | | 36084935 | BW             |
| Hammelwarder Straße 1 53° 18′ 17″ N, 8° 29′ 10″ O  | Friedrichskirche (Baumbestand) | | 36085080 | BW             |
| Hammelwarder Straße 1 53° 18′ 17″ N, 8° 29′ 9″ O   | Denkmal                        | | 36084962 |                |
| Hammelwarder Straße 1 53° 18′ 22″ N, 8° 29′ 8″ O   | Kriegerdenkmal                 | | 36084984 | BW             |
| Hammelwarder Straße 1 53° 18′ 22″ N, 8° 29′ 13″ O  | Kriegerdenkmal                 | | 36085034 | BW             |
| Hammelwarder Straße 19 53° 18′ 21″ N, 8° 28′ 57″ O | Wohn-/ Wirtschaftsgebäude      | Zweiständerhallenhaus mit Backsteinaußenmauern unter Schopfwalmdach in Reetdeckung mit Niedersachsengiebeln. Erbaut wohl in der 1. Hälfte des 19. Jhs. | 36085590 | BW             |
| Hammelwarder Straße 19 53° 18′ 21″ N, 8° 28′ 57″ O | Nebengebäude                   | Kleiner Backsteinbau unter Walmdach in Reetdeckung mit Niedersachsengiebeln. Erbaut wohl in der 1. Hälfte des 19. Jhs. | 36085616 | BW             |
| Hammelwarder Straße 21 53° 18′ 20″ N, 8° 28′ 54″ O | Wohn-/ Wirtschaftsgebäude      | Vierständerhallenhaus mit Backsteinaußenmauern unter Schopfwalmdach in Reetdeckung mit Niedersachsengiebeln. Am Wirtschaftsgiebel rechtsseitig Scheunenanbau in Fachwerk (Ankerbalkenkonstruktion) mit Backsteinausfachungen unter Walmdach in Reetdeckung, mit Querdurchfahrt. Bezeichnet 1862. | 36085640 | BW             |
| Hammelwarder Straße 67 53° 18′ 17″ N, 8° 28′ 33″ O | Gulfhaus                       | Gulfhaus in Backstein, bestehend aus dem schmaleren und höheren Wohnteil zur Straße und der breiteren und niedrigeren Gulfscheune im rückwärtigen Teil, beide unter Satteldach. Wohnteil eineinhalbgeschossiger traufständiger Backsteinbau mit Drempel unter Satteldach (Typus „Oldenburger Hundehütte“). Putzgliederung: Quaderung der Kanten (im Wechsel rustiziert), geschossteilendes Gesims mit breitem Band, Fensterrahmungen, im Giebel Brüstungsfelder, mittig Ädikula. An der Gulfscheune Putzrahmung der Zufahrt. Bezeichnet 1901. | 36085692 | BW             |
| Stedinger Landstraße 23 53° 18′ 13″ N, 8° 29′ 2″ O | Wasserturm                     | Hoher Backsteinbau auf achteckigem Grundriss. Auf der Westseite Eingang mit kleiner Freitreppe. Auf jeder Seite eine schlitzartige Öffnung, in vier Geschossen angeordnet, im fünften Oculi. Als Abschluss vorkragender Umlauf und zurückgesetzter zylindrischer Aufbau. Backsteine an den Kanten verzahnt. Zur Straße Einfriedung mit Eisengittern zwischen Backsteinpfosten. Erbaut 1927, Architekt: Otto Blendermann. | 36085719 | BW             |

## Norderfeld /Süderfeld
| Lage                                      | Bezeichnung               | Beschreibung | ID       | Bild |
| ----------------------------------------- | ------------------------- | --- | -------- | ---- |
| Norderfeld 16 53° 18′ 10″ N, 8° 26′ 56″ O | Wohn-/ Wirtschaftsgebäude | Auf einer Wurt gelegenes Zweiständerhallenhaus in Fachwerk mit Ausfachungen in Backstein unter Schopfwalmdach in Reetdeckung mit Niedersachsengiebeln. Wohngiebel auf Knaggen vorkragend. Am Wirtschaftsteil links nach Süden Stallanbau und nach Norden Scheunenanbau, beide in Fachwerk mit Backsteinauskragungen und unter Walmdach. Bezeichnet 1777, die Anbauten wohl aus dem 19. Jh. | 36085746 | BW   |
| Süderfeld 34 53° 18′ 1″ N, 8° 27′ 1″ O    | Wohn-/ Wirtschaftsgebäude | | 36085875 | BW   |
| Süderfeld 34 53° 18′ 0″ N, 8° 26′ 59″ O   | Speicher                  | | 36085902 | BW   |
| Süderfeld 46 53° 17′ 50″ N, 8° 27′ 0″ O   | Wohn-/ Wirtschaftsgebäude | Auf einer wurt gelegenes Zweiständerhallenhaus in Fachwerk mit Backsteinausfachungen unter Schopfwalmdach in Reetdeckung mit Niedersachsengiebel. Am Wirtschaftsgiebel Dach auf geschweiften Knaggen vorkragend. Wohnteil in Backstein erneuert. Erbaut wohl im späten 18. Jh. | 36085928 | BW   |
| Süderfeld 48 53° 17′ 48″ N, 8° 27′ 2″ O   | Wohn-/ Wirtschaftsgebäude | | 36085979 | BW   |
| Süderfeld 48 53° 17′ 48″ N, 8° 27′ 3″ O   | Stall                     | | 36086006 | BW   |
| Süderfeld 48 53° 17′ 48″ N, 8° 27′ 3″ O   | Scheune                   | | 36086083 | BW   |
| Süderfeld 51 53° 17′ 46″ N, 8° 27′ 8″ O   | Wohn-/ Wirtschaftsgebäude | Auf einer Wurt gelegenes Zweiständerhallenhaus in Fachwerk mit Backsteinausfachungen unter Schopfwalmdach mit Niedersachsengiebeln. Wirtschaftsgiebel z. T. in Backstein erneuert. An beiden Giebeln Dach auf profilierten Knaggen vorkragend. Erbaut wohl in der 2. Hälfte des 18. Jhs.                                                                                                   | 36086032 | BW   |

## Außerhalb
| Lage                                                                        | Bezeichnung               | Beschreibung | ID       | Bild |
| --------------------------------------------------------------------------- | ------------------------- | --- | -------- | ---- |
| Am Weserdeich 53° 17′ 39″ N, 8° 29′ 6″ O                                    | Siel                      | Binnenwärts vom neuen Deich am alten Deich gelegenes Binnenhaupt des Käseburger Siels. Sieldurchlass und vorgezogene Seitenwände in Backsteinmauerwerk, Abdeckungen und Kanten in Sandsteinquadern. Über dem Bogen Inschrifttafel. Siel heute zugeschüttet und gepflastert. Die beiden Holztore heute festgestellt. Bezeichnet 1858–1859, 1958 beim Bau des neuen Siels aufgegeben. | 36081785 | BW   |
| Golzwarderwurp 12 53° 21′ 19″ N, 8° 26′ 34″ O                               | Wohn-/ Wirtschaftsgebäude | Zweiständerhallenhaus mit Backsteinaußenmauern unter Schopfwalmdach in Reetdeckung mit Niedersachsengiebeln. Bezeichnet 1773, laut Brandkataster erbaut 1850 (wohl Umbau). | 36084716 | BW   |
| Golzwarderwurp 12 53° 21′ 19″ N, 8° 26′ 35″ O                               | Scheune                   | Südöstlich an das Wohn-/Wirtschaftsgebäude anschließender Backsteinbau unter Schopfwalmdach. Zwei Querdurchfahrten. Backsteingliederung: Traufgesims mit stilisierten Konsolen. Bezeichnet 1865. | 36084744 | BW   |
| Golzwarderwurp 12 53° 21′ 20″ N, 8° 26′ 34″ O                               | Stall                     | Unmittelbar nördlich des Wohn-/Wirtschaftsgebäudes stehend und mit diesem durch einen niedrigen Zwischenbau verbunden. Eineinhalbgeschossiger Backsteinbau unter Satteldach. Eingang mittig, darüber Ladeluke. Öffnungen segmentbogig. Erbaut wohl um oder kurz nach 1900. | 36084273 | BW   |
| Golzwarderwurp 12 53° 21′ 20″ N, 8° 26′ 36″ O                               | Gedenkstein               | Hochrechteckige, mit drei Segmentbögen schließende Sandsteinstele. Auf der Vorderseite moralisierende, an das Jüngste Gericht erinnernde Inschrift und Relief eines Totenschädels. Auf der Rückseite Gedenkinschrift für die 1637 hier ermordete Anna Rudebusch, deren Mord erst 1651 aufgeklärt werden konnte. Der Stein offenbar 1651 oder kurz danach zur Sühne aufgestellt, später entfernt und in jüngerer Zeit in einem Graben wiedergefunden. | 36086458 | BW   |
| (Golzwarder Altendeich) Schmalenflether Straße 6 53° 21′ 32″ N, 8° 28′ 4″ O | Gulfscheune               | Großer Backsteinbau unter Schopfwalmdach mit Niedersachsengiebeln. Rundbogenfenster. Hochrähmgefüge mit durchgegezapften Ankerbalken. Bezeichnet 1786. | 36085819 | BW   |
| (Schnappe) Schmalenflether Straße 10 53° 21′ 20″ N, 8° 28′ 11″ O            | Wohn-/ Wirtschaftsgebäude | Zweiständerhallenhaus mit Backsteinaußenmauern unter Schopfwalmdach, z. T. in Reetdeckung, mit Niedersachsengiebeln. Am Wirtschaftsgiebel Ziersetzung von hellen und dunklen Backsteinlagen. Bezeichnet 1781. | 36084661 | BW   |
| (Schmalenfleth) Schmalenfletherwurp 7 53° 21′ 53″ N, 8° 26′ 37″ O           | Gulfhaus                  | Backsteinbau, bestehend aus einem Wohnhaus links und rechts einer zurückgesetzten Gulfscheune, beide verbunden über einen Zwischenbau. Das Wohnhaus giebelständig mit fünf Achsen und eineinhalbgeschossig über Kellersockel mit Drempel. Eingang mittig, davor kleine Freitreppe. Öffnungen segmentbogig. Backsteingliederung mit Lisenen, Rahmiungen der Bögen und stilisiertem Bogenfries am Giebel. Innen wichtige Teile der wandfesten Ausstattung und Deckenmalereien erhalten. Zwischenbau unter Satteldach. Gulfscheune unter Schopfwalmdach mit segmentbogigen Öffnungen. Backsteingliederung durch Rahmungen der Öffnungen. Erbaut wohl um 1900. | 44400466 | BW   |
| (Schmalenfleth) Wikingerstraße 13 53° 22′ 5″ N, 8° 27′ 26″ O                | Gulfhaus                  | Auf einer Wurt gelegener Backsteinbau unter Schopfwalmdach. Nach Westen zur Straße die Gulfscheune, axial nach Osten der schmalere Wohnteil. Bezeichnet 1859. | 36085846 | BW   |